# Pista violacea
Pista violacea är en ringmaskart som beskrevs av Hartmann-Schröder 1984. Pista violacea ingår i släktet Pista och familjen Terebellidae. Inga underarter finns listade i Catalogue of Life.